# Marian Dawkins
Marian Stamp Dawkins CBE FRS (sinh Marian Ellina Stamp; 13 tháng 2 năm 1945) là một nhà sinh học và giáo sư tập tính học của Đại học Oxford. Sở thích nghiên cứu của bà bao gồm tầm nhìn ở chim, báo hiệu động vật, đồng bộ hành vi, ý thức động vật và phúc lợi động vật.

## Học vấn
Dawkins đã theo học Queen's College, London và Somerville College, Oxford nơi bà có bằng cử nhân và tiến sĩ (1970). Nghiên cứu tiến sĩ của bà được Niko Tinbergen hướng dẫn.

## Sự nghiệp
Dawkins được bổ nhiệm làm giảng viên về động vật học vào năm 1977 và năm 1998 được bổ nhiệm làm giáo sư về hành vi động vật. Bà hiện là (2014) Trưởng nhóm nghiên cứu hành vi động vật và là Giám đốc của Phòng thí nghiệm John Krebs Field.